# Cantón de Lyon-III
El cantón de Lyon-III (en francés canton de Lyon-III) era una división administrativa francesa, que estaba situada en el departamento de Ródano, de la región de Ródano-Alpes.

## Composición
El cantón estaba formado por una fracción de la comuna de Lyon.

## Supresión del cantón
En aplicación del artículo L3611-1 del código general de las colectividades territoriales francesas, el cantón de Lyon-III fue suprimido el 1 de enero de 2015 y pasó a formar parte de la Metrópoli de Lyon.